# Admiral Joe Fowler Riverboat

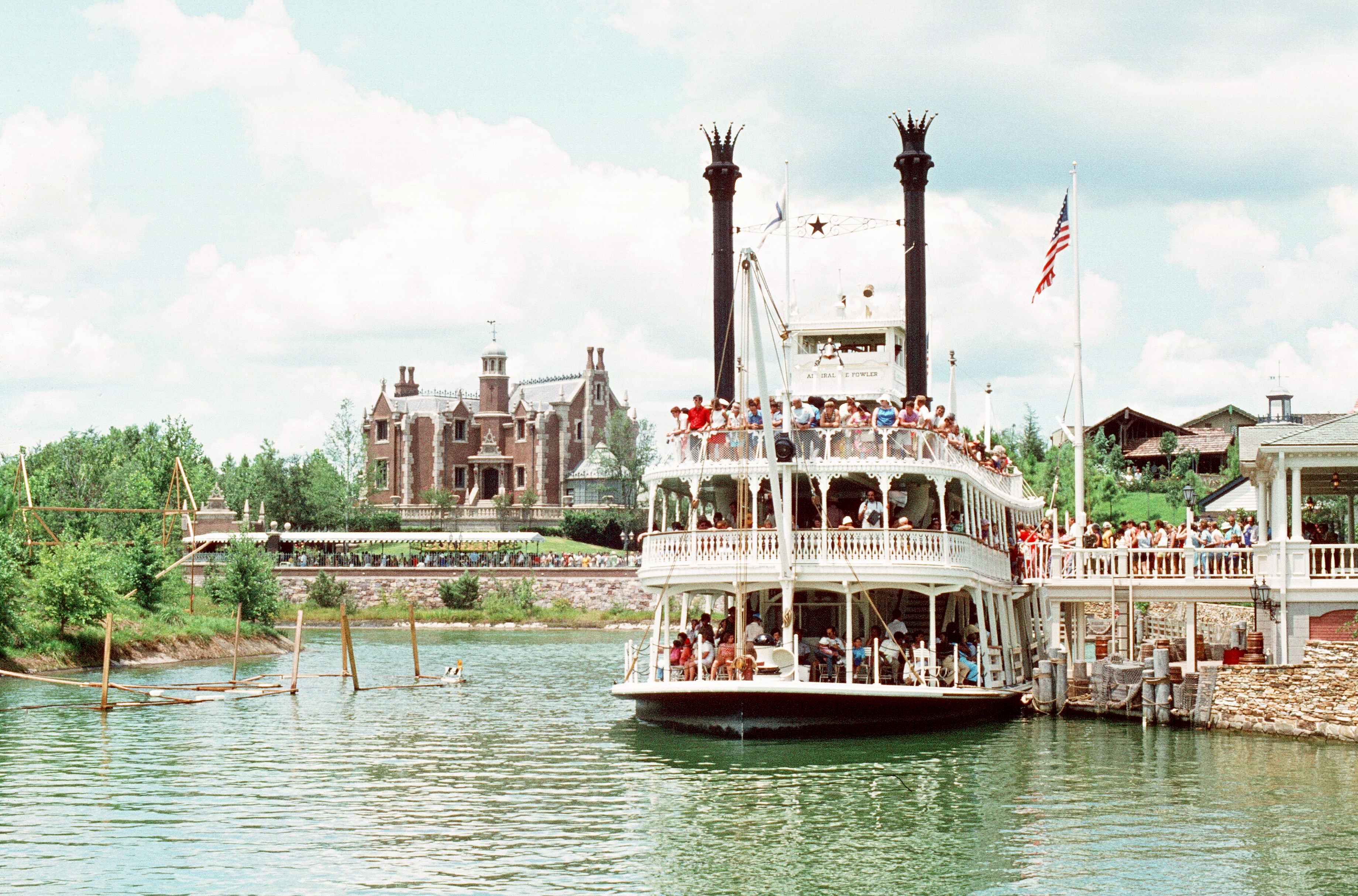
L'Admiral Joe Fowler Riverboat en 1972

L'Admiral Joe Fowler Riverboat est une ancienne attraction du parc Magic Kingdom. C'était un bateau à vapeur avec une roue à aubes en poupe construit à l'échelle 5/8e et entièrement fonctionnel. Il permettait aux visiteurs de faire une croisière à partir de Liberty Square de 12 minutes sur les Rivers of America, la rivière partagée avec Frontierland.
Ce bateau, nommé d'après l'amiral en retraite Joe Fowler ayant aidé à la construction de Disneyland et du Magic Kingdom, a été lancé le lendemain de l'ouverture du parc, le 2 octobre 1971 et a servi jusqu'à l'automne 1980. De 1973 à 1980, l'Admiral Joe Fowler naviguait en compagnie d'un autre bateau, le  Richard F. Irvine rénové  en 1996 et rebaptisé Liberty Belle.
Une rumeur rapportée sur le site Walt Dated World indique que l'arrêt brutal après moins de 10 ans de service serait dû à un accident survenu alors que le navire était en cale sèche à la suite de soucis mécaniques. La grue de chantier aurait lâché le navire dont la coque se serait brisée sous le choc. Le navire a ensuite été mis dans le cimetière au nord-est du parc et brûlé quelques années plus tard.
- Lancement : 2 octobre 1971
- Arrêt : automne 1980
- Type : Bateau à vapeur avec roue à aubes en poupe
- Durée de la croisière : 20 minutes
- Ticket requis : "D"
- Type d'attraction : croisière